# 疏序唐松草
疏序唐松草（学名：Thalictrum laxum）为毛茛科唐松草属下的一个种。

## 扩展阅读
- 維基物種上的相關：疏序唐松草